# باریالی
باریالی (به لاتین: Bariali) یک روستا در بنگلادش است که در استان باریسال و در ناحیه باریسال واقع شده است.